# Soisdorfer Mark
Koordinaten: 50° 45′ 54″ N, 9° 53′ 46″ O
Die Soisdorfer Mark war eine im Jahre 781 als Mark Sorestorph erstmals urkundlich erwähnte kleine Mark im Grabfeldgau, in dessen damals bekundeten Grenzen bzw. im heutigen Grenzbereich zwischen Hessen und Thüringen. Die Mark umfasste das namensgebende Soisdorf, das benachbarte Großentaft (damals „Bertholdstaft“ genannt) und Leimbach.

## Geschichte
Die Mark wurde im Jahre 781 von dem Grafen Brunicho und einer Gruppe fränkischer Adeliger dem Hl. Bonifatius für das Kloster Fulda übereignet. Die zeitgenössische Beschreibung ihrer Grenzen in der Beurkundung der Schenkung lautete wie folgt (in Klammern Hinweise zur heutigen Lokalisierung):
Zuerst die Eitraquelle (östlich von Leimbach), von da zur Mündung der Wölf (bei Arzell), von da zu dem Utital, von da zu dem Taubentriesch, von da zur Nordseite des Grasberges (nördlich von Mansbach), von da zu den alten Gräbern, von da zu dem oberen Husfeld (Wüstung 2 km östlich von Mansbach), von da zum Buchenberg (zwischen Mansbach und Wenigentaft), von da zum Bogenbruch, von da zum Hünberg (wohl der Hainberg südöstlich von Grüsselbach), von da wieder zur Eitraquelle.
Hinsichtlich der Spender hieß es:
Die Mark Soisdorf mit ihren vorbeschriebenen Grenzen haben dem hl. Bonifatius übergeben der Graf Brunicho und sein Bruder Hadubraht, Ingelt, Degano, Aelis, Graf Erlolf, Ruadpraht, der Vater Cancurs. Brunicho († 788) und Hadubrath waren Söhne des Grafen oder Edlen Machelm (* um 730; † 781).
Diese Schenkung wurde von Karl dem Großen bestätigt.
Am 22. Juni 922 fand die Mark Soisdorf noch einmal urkundliche Erwähnung, als König Heinrich I. gelegentlich seines dem Gebet gewidmeten Besuchs dem Kloster Fulda unter Abt Hahihho (Haicho) seinen Besitz zu „Berahtoltestafta“ (= Großentaft) in der Mark von Soisdorf, im Grabfeldgau und der Grafschaft Poppos III. mit hörigen Höfen und allem Zubehör schenkte.